# 下五旗包衣
下五旗包衣是对正红旗、镶白旗、镶红旗、正蓝旗及镶蓝旗包衣的统称，与内务府三旗包衣组成内八旗。
下五旗包衣隶“诸王统带也。其各卫府家臣曰王包衣”，故称王公府属。“除不得挑各旗钱粮（即披甲当兵）及预选秀女外，其余登进之阶，与八旗相同。若食钱粮，只准在本府也”。康熙朝起，八旗旗主的权力被逐削弱。担任旗主的铁帽子王等只能管辖、使令本府包衣，不再参与本旗旗务:51。下五旗包衣參領所屬佐领、管領、分管等例亦隨各王公封爵増減。
由下五旗包衣编立的佐领（包衣佐领），即是府属佐领（穆麟德轉寫：wangsai booi niru）:64。乾隆年间，因汉军出旗之故，下五旗汉人包衣数量大幅减少。而自清初以来，便有宗室隶下五旗包衣的事例。盖因“国初宗室不如是之尊也”，下五旗宗室俱在本旗王公包衣下当差的缘故。宗室隶属下五旗包衣的实例，至清末宣统年间仍有:64—75。

## 參領、佐领、分管数量
雍正、乾隆时，为解决下五旗宗室隶属包衣问题，编制多有变动。雍正二年（1724年），将原下五旗包衣佐的宗室划归为公中佐领。乾隆二年（1731年），允许下五旗包衣挪为旗份佐领，但在二十一年（1756年）停办。二十五年（1760年），乾隆帝下令新增宗室佐领:69—71。
嘉庆年间成书的《钦定八旗通志》所记下五旗包衣參領、管领、分管数如下：
1. 正红旗包衣㕘領五，第一㕘領下佐領一、分管二，第二㕘領下佐領二、管領二，第三㕘領下佐領一、分管二，第四㕘領下佐領一、分管二，第五㕘領下佐領一、分管三。共计，公中佐領六員、公中管領一員、公中分管四員、旗鼓公中管領一員、旗鼓公中分管五員，内三㕘領所屬第二分管繳回[6]。
2. 镶白旗包衣㕘領五，第一㕘領下佐領三、管領四，第二㕘領下佐領一、新増佐領二、管領四、新増管領一、分管一，第三㕘領下佐領一、管領四，第四㕘領下佐領一、管領四，第五㕘領下佐領一、管領三、分管二。添設佐領二員、管領一員，裁去管領七員，共有佐領九員、管領十三員、分管三員[7]。
3. 镶红旗包衣㕘領五，第一㕘領下佐領二、旗鼓一、管領四，第二㕘領下佐領二、分管二、管領三，第三㕘領下佐領一、分管六，第四㕘領下佐領一、管領一、分管五，第五㕘領下佐領一、管領一、分管五。所屬佐領管領分管等例隨各王公封爵増減。舊轄佐領九員、管領十一員、分管十九員，兼管二員。乾隆元年笈去佐領一員、管領三員，新増佐領二員、管領四員[4]。
4. 正蓝旗包衣㕘領五，第一㕘領下佐領三、管領一、分管四，第二㕘領下佐領五、管領一、分管四，第三㕘領下佐領三、分管九，第四㕘領下佐領三、管領五，第五㕘領下佐領五、管領一、分管五。所屬佐領十九員、管領八員、分管二十二員，裁汰分管一員[8]。
5. 镶蓝旗包衣㕘領五，第一㕘領下佐領四，第二㕘領下佐領四，第三㕘領下佐領四，第四㕘領下佐領三、管領一，第五㕘領下佐領四、管領二。舊管轄佐領十九員。乾隆元年以後裁去佐領一員，五十九年新増一員，陸續改管領九員，増設管領三員[9]。